# خوسيه لويس دياز
خوسيه لويس دياز (بالإسبانية: José Luis Díaz)‏ (28 يوليو 1974 ببوينس آيرس في الأرجنتين - ) هو لاعب كرة قدم أرجنتيني في مركز الوسط. لعب مع أوداكس إيتاليانو ونادي أونيفرسيداد كاتوليكا ونادي تيانجين تيدا ويونيون إسبانيولا وProvincial Osorno ‏ وتكستيل منديتش ‏ وClub Deportivo Universidad de San Martín de Porres ‏ ونادي كوبريلوا وديبورتيفو لافيريري ‏.

## وصلات خارجية
- خوسيه لويس دياز على موقع قاعدة بيانات كرة القدم.إي يو (الإنجليزية)
- خوسيه لويس دياز على موقع Soccerway.com (الإنجليزية)